# Hornindalsvatnet
Hornindalsvatnet er en sø i Stad og Volda kommuner i Vestland og Møre og Romsdal fylker i Norge. Med sin maksimale dybde på 514 m er den Europas dybeste sø.
Søen har en god fiskebestand, med fjeldørred, ørred, ål og laks. Laksen og ålen kommer op fra Nordfjorden og videre op gennem Eidselva til Hornindalsvatnet. Fjeldørreden vandrer fra dybere lag af vandet ind til sandbankerne ved Grodås for at gyde. Ørreden går op i Storeelva og andre mindre elve og bække.
I de senere år er de fleste bostederne omkring søen blevet knyttet til et moderne rensningsanlæg, så den største kilde til urenheder i vandet nu kommer fra landbrug og nedbør.
Et sagn fortæller om en præst fra Nordfjordeid som under pesten roede over Hornindalsvatnet for at give folk langs søen aflad og sikre at Gamle-Erik ikke fik deres sjæle. Som belønning krævede han skøderne på deres gårde. På vej tilbage stod han op i båden og sagde: «Hornindalen, no e du min», mistede balancen og forsvandt så lang han var ned i vandet.
I nyere tid har en anden præst, Jon Ytrehorn, leget med tanken om at konstruere et undervandsmuseum, som en hyldest til søen.
I 1970'erne blev Kjøsapollen i østenden af Hornindalsvatnet afskåret efter bygning af Kjøs Bru. Kun en lille passage midt på broen knytter naturperlen sammen med resten af søen. Dette eksempel på brobygning har gjort at Kjøsapollen er begyndt at gro til.
Hornindalsvatnet maraton arrangeret i slutningen af juli hvert år.